# Mika Etchebéhère

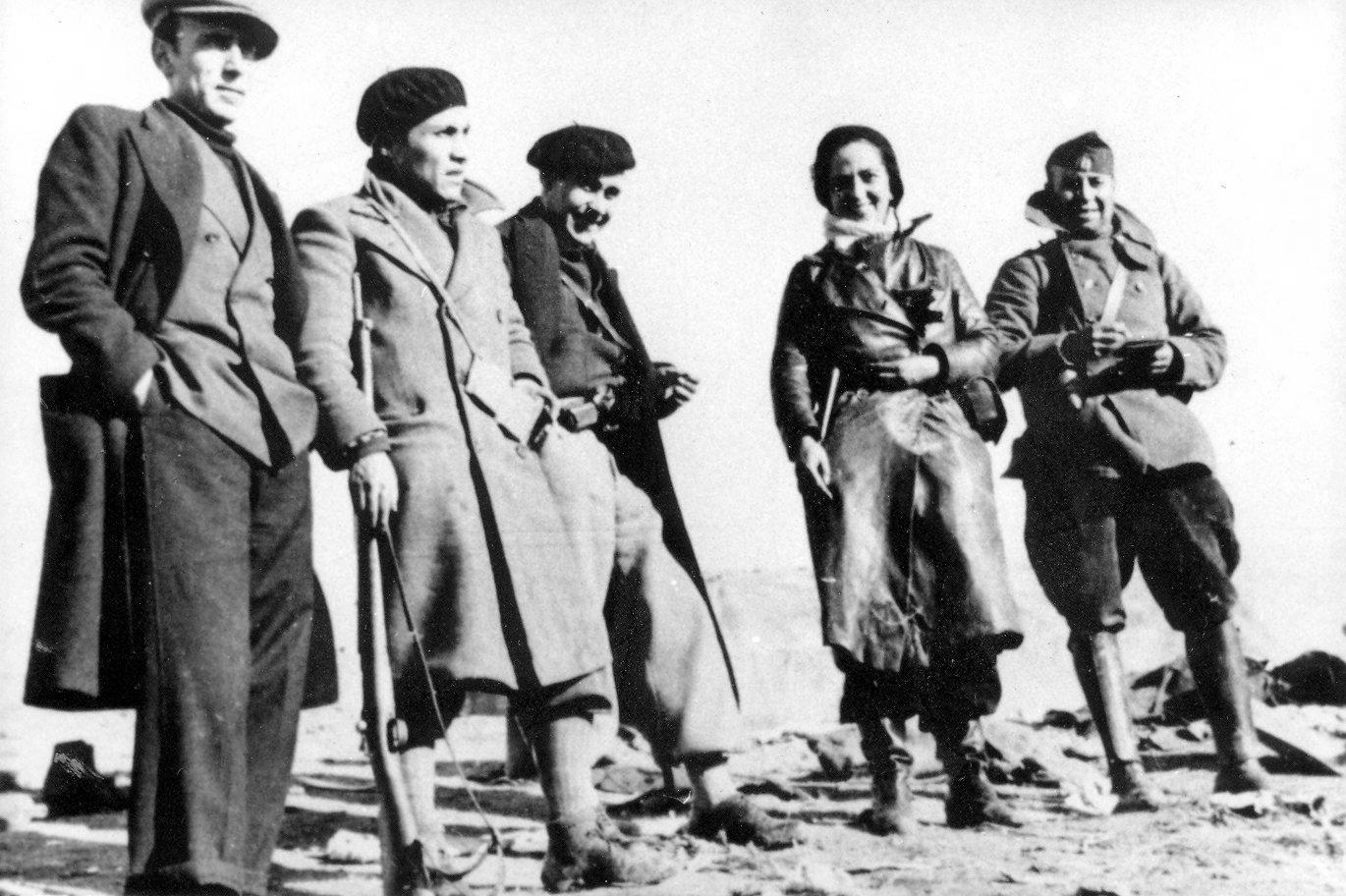
Mika Etchebéhère en 1936.

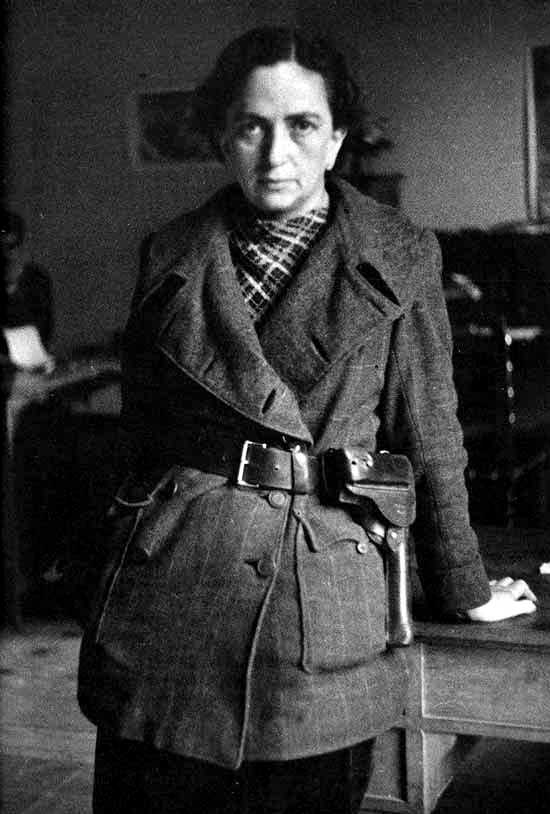
Mika Etchebéhère (sans doute en 1937).

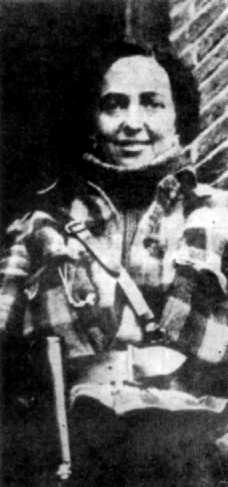
Mika Etchebéhère (sans doute en 1938).

Mika Etchebéhère, née le 2 février 1902 à Moisés Ville (Argentine) et morte le 7 juillet 1992 à Paris, est une militante anarchiste puis marxiste libertaire, combattante du POUM pendant la révolution sociale espagnole de 1936.
Elle est également active dans l'organisation féminine libertaire Mujeres Libres.

## Biographie
Elle est née en 1902, à Moisés Ville une petite ville (comuna) de la province de Santa Fe en Argentine fondée le 23 octobre 1889 par des Juifs de Russie et de l'Europe de l'Est, fuyant les pogroms et les persécutions.
Son père enseigne le yiddish à la colonie juive avant de s'installer à Rosario, où il ouvre un petit restaurant.
L'enfance de Mika est emplie d'histoires de révolutionnaires russes échappés des prisons tsaristes de Sibérie.
Dès l'âge de 15 ans, elle milite dans le groupe anarchiste de Rosario. Elle crée avec Eva Vives, Joan Pauna et d'autres militants libertaires, l'association féministe Louise Michel.
En 1920, étudiante en médecine dentaire à l'Université de Buenos Aires, elle rencontre son futur compagnon, Hipolyte Hipólito Etchebéhère qui milite au groupe marxiste libertaire, Insurrexit. Ensemble, ils partagent le même engagement politique.
En 1924, influencés par la révolution russe, ils adhèrent ensemble au Parti communiste d'Argentine (PCA), mais en sont exclus en 1925 pour « tendance anarchisantes » et pour avoir refusé de condamner Trotsky.
Au début de 1926, elle participe à la fondation de Parti communiste ouvrier (PCO) qui publie le journal La Chispa, « l'étincelle ». ce pourquoi les membres de ce groupe trotskyste dissout en 1929, sont connus sous l'étiquette de « chispistas ».
Elle se rend ensuite en Patagonie argentine pour collecter des témoignages de première main sur les massacres commis par l'armée durant ce que l'on a nommé Patagonie rebelle concernant les luttes menées entre 1920 et 1921 par des travailleurs et paysans insurgés, principalement anarcho-syndicalistes, dans la province de Santa Cruz.
En 1930, le couple se rend en Europe, en juin d'abord dans l'Espagne de la toute nouvelle Seconde République, puis en France. En octobre 1932, elle est à Berlin et assiste à la prise du pouvoir par les nazis, constatant « la tragédie du prolétariat allemand ».
De retour à Paris en décembre 1934, elle participe avec son compagnon à la fondation de la revue communiste anti-stalinienne Que faire ?.

### Révolution espagnole
Le 12 juillet 1936, six jours avant le coup d'État franquiste en Espagne, elle est à Madrid.
Le couple s'engage comme volontaires dans une colonne motorisée du Parti ouvrier d'unification marxiste (POUM) dont Hippolyte est nommé commandant. Le 16 août 1936, Hippolyte est tué d'une balle de mitrailleuse lors des combats de Sigüenza (Guadalajara, Castille).
Après avoir songé un moment à se suicider et malgré les difficultés à se faire accepter comme femme combattante sur le front, elle est finalement élue responsable de sa compagnie par ses camarades. Fin 1936, après la militarisation des milices, elle rejoint la 38e brigade. Sa compagnie décimée dans de violents combats, elle intègre comme officier, avec le grade de capitaine, la XIVe division de l'Armée populaire espagnole (fondée le 10 février 1937) et dirigée par l'anarchiste Cipriano Mera, également dirigeant de la CNT.
Selon Édouard Waintrop : « Ce sont les combats et l'attitude de Mika qui feront d'elle, sans qu'elle le revendique, sans même qu'elle le veuille, le chef naturel, avec le grade de capitaine, de cette escouade de durs, un anarchiste marseillais et des Estrémègnes (d'Estrémadure), des mômes et des vieillards, des paysans et des ouvriers. Elle a gagné l'estime de tous en devenant une femme d'acier. Encore faut-il s'entendre sur ce terme. Être une femme d'acier, pour Mika, ce n'est pas cacher ses sentiments, sa compassion, c'est seulement ne pas céder à certaines pulsions sexuelles. »
Lors des journées de mai 1937 à Barcelone, elle est arrêtée sur le front à Guadalajara par des agents staliniens. Incarcérée à Madrid, elle ne doit sa libération qu'à l'intervention personnelle de Cipriano Mera. À sa sortie de prison, elle rejoint le groupe féministe libertaire, Mujeres Libres. Elle participe aux combats jusqu'en juin 1938, lorsque les femmes sont renvoyées vers l'arrière.
Elle donne des cours d'alphabétisation et de formation culturelle dans un hôpital de Madrid tenu par la Confédération nationale du travail (CNT) tout en continuant de participer aux activités des Mujeres Libres. Le 28 mars 1939, après la chute de Madrid, et grâce à son passeport français, elle se réfugie dans l'école française pendant six mois avant de rejoindre Paris.
Pendant la Seconde Guerre mondiale, en raison de son origine juive, elle se réfugie dans sa famille en Argentine.

### Ma guerre d'Espagne à moi
À la mi-1946, elle rentre en France, où elle gagne sa vie comme traductrice à Air France.
Elle participe à la fondation du Cercle Zimmerwald.
Pendant les événements de Mai 1968, à 66 ans, elle distribue des gants blancs aux jeunes étudiants qui dépavent les rues pour construire des barricades, afin qu'ils ne se fassent pas interpeller par la police lors des contrôles, du fait de leurs mains noircies par la poussière.
Elle participe également aux diverses manifestations contre les dictatures instaurées en Amérique du Sud par des coups d'État.
Elle est l'autrice en français d'une autobiographie, Ma guerre d'Espagne à moi, où elle raconte ce qui se passe jour après jour sur le champ de bataille et dans la tête des combattants. Publié en 1976 chez Denoël, dans la collection des « Dossiers des Lettres Nouvelles », traduit en espagnol l'année suivante, le livre est réédité chez Actes Sud en 1999 dans la collection « Babel Révolutions » et enfin réédité en 2014 chez Milena.
Elle a été une amie proche de Julio Cortázar, Alfonsina Storni, Copi et André Breton[réf. nécessaire].
Mika Etchebéhère meurt le 7 juillet 1992 à Paris et, selon son vœu, ses cendres sont dispersées dans la Seine.

## Citation
« Ce qui peut me rester de l'anarchisme, c'est mon incapacité à respecter les hiérarchies imposées et ma foi dans le cercle de l'égalité... »

## Œuvres
- Ma guerre d'Espagne à moi, Paris, Les Lettres nouvelles, Denoël, 1975, (OCLC 461409358).
- Ma guerre d'Espagne à moi : une femme à la tête d'une colonne au combat, Arles, Actes Sud, 1998,  (ISBN 9782742720613), (OCLC 41076762).
- Ma guerre d’Espagne à moi, avec appareil critique et DVD, coédition Libertalia-Milena, 2015[7],  (ISBN 9782918059622).

## Vidéo
- Javier Olivera, Rodolfo Pochat, Mika, mi guerra de España, Argentine, 2013, 78 minutes, bande annonce.

- 1918-1939 : Les Rêves brisés de l'entre-deux-guerres, docu-fiction librement inspiré de la vie de Mika Etchebéhère entre autres, par Jan Peter et Frédéric Goupil, coproduction Arte, sept. 2018[8].

## Notices
- Sudoc : publications.
- L'Éphéméride anarchiste : notice biographique.
- (en) Anarchist Encyclopedia : notice biographique.
- (en) Mika Etchebéhère, in De los anarquistas a la “nueva izquierda” (1870-1976), Diccionario biográfico de la izquierda argentina, Emecé, 2007, pp. 207–209.
- (ca) Estel Negre : notice biographique.